# Бакланов, Яков Петрович
Я́ков Петро́вич Бакла́нов (15 [27] марта 1809; Гугнинский городок, область Войска Донского, Российская империя — 18 [30] октября 1873; Санкт-Петербург) — генерал-лейтенант (03.04.1860) русской императорской армии, герой Кавказской войны.

## Биография

### Семья
Происходил из дворян Войска Донского. Родился 15 марта 1809 года в Гугнинском городке области Войска Донского (ныне станица Баклановская Ростовской области). Его отец Пётр Дмитриевич Бакланов был из казачьих детей, дослужившийся до полковничьего чина. Мать — казачка Устинья Малахова.
В 1826 году Яков Петрович обвенчался с дочерью Гугнинского священника Серафимой Ивановной Анисимовой.

### Прохождение службы
На службу поступил 20 мая 1824 года урядником в 1-й Донской казачий полк (Попова), в котором командовал сотней его отец.
Принял участие в русско-турецкой войне 1828—1829 годов, в начале 1829 года произведён в хорунжие, а 20 мая того же года за отличие в сражении с армией великого визиря при Кулевчи близ города Шумена награждён орденом Святой Анны 4-й степени с надписью «За храбрость»; 6 декабря 1829 года пожалован орденом Святой Анны 3-й степени с бантом за отличие в сражениях при взятии турецких городов Месемврии и Анхиало (ныне Несебр и Поморие в Болгарии). По окончании войны до августа 1831 года стоял с полком на пограничной сторожевой черте по реке Прут. 21 сентября 1831 года произведён в сотники.
Активный участник Кавказских походов с 1834 года. Первой серьёзной экспедицией, положившей начало его кавказской известности, была экспедиция 1836 года, предпринятая для истребления закубанских аулов между реками Псефир, Лабой и Белой. Здесь он был ранен в голову. 4 июля 1836 года, преследуя на протяжении 10 вёрст вчетверо превосходящий отряд горцев (между реками Чамлык и Лаба), за час выдержал множество контратак неприятеля и израсходовал все патроны, в заключение, выбрав удобный момент, близ Вознесенского укрепления ударил в пики, опрокинул неприятеля и преследовал более 15 вёрст, истребив его почти полностью. За это сражение 9 ноября 1837 года награждён орденом Святого Владимира 4-й степени с бантом.
22 октября 1837 года произведён в есаулы и переведён в 41-й Донской казачий полк. Весной 1839 года назначен на службу в Донской учебный полк, а в 1841-м переведён в 36-й Донской казачий полк (Родионова), с которым в Польше содержал кордоны на границе с Пруссией.
По возвращении из Польши, 18 октября 1844 года, ему был пожалован чин сотника (по другим источникам — войскового старшины). Весной 1845 года он получил назначение в 20-й Донской казачий полк, расположенный на левом фланге кавказской линии в Куринском укреплении, которое составляло передовой оплот русских Кумыкских владений. Самовольно изменил штатное расписание, создав особую пластунскую команду из лучших стрелков и наездников и седьмую, учебную, сотню для обучения новобранцев специфическим приёмам боевых действий в горах. Впервые были введены тактические занятия. 20 июля 1845 года награждён орденом Святой Анны 2-й степени за отличие, оказанное в бою при разбитии укреплённых завалов в урочище Шаухал-Берды.
5 июля 1846 года за отличие, храбрость и мужество, оказанные в бою с войсками Шамиля при обороне крепости Внезапной, пожалован императорской короной к ордену Святой Анны 2-й степени; в этом же году был назначен командиром 20-го Донского казачьего полка.
4 декабря 1848 года произведён в подполковники.
19 февраля 1849 года награждён золотой саблей с надписью «За храбрость» за отличие, оказанное им в сражениях при аулах Махмуд-Юрт, Перхикан-Тала и Бенк-Которо; за оказанное же отличие 9 и 10 сентября того же года в бою с горцами во время рубки леса ему было объявлено Высочайшее благоволение. 31 марта 1850 года за отличие во время набега на Гойтемировские ворота произведён в полковники со старшинством с 10 февраля 1850 года. Летом 1850 года назначен командиром 17-го Донского казачьего полка.
В 1851 году в полк на имя Бакланова пришла посылка. В ней оказался большой кусок чёрной ткани, на котором был изображён череп («голова Адама») с перекрещенными костями и круговой надписью, представлявшей собой 11-й и 12-й члены «Символа веры»: «Чаю воскресения мертвых и жизни будущаго века. Аминь». Яков Петрович закрепил ткань на древке, превратив её в личное знамя. Даже у бывалых казаков этот значок вызывал тягостное чувство, горцы же испытывали от баклановского символа суеверный ужас. Один из очевидцев писал: «Где бы неприятель ни узрел это страшное знамя, высоко развевающееся в руках великана-донца, как тень следующего за своим командиром, — там же являлась и чудовищная образина Бакланова, а нераздельно с нею неизбежное поражение и смерть всякому попавшему на пути».
20 ноября 1851 года награждён орденом Святого Владимира 3-й степени за отличие при поражении горцев на Шалинской поляне. 16 ноября того же года ему было объявлено Высочайшее благоволение за отличие в сражении при ауле Дахин-Ирзау.
В феврале 1852 года он, по приказанию начальника левого фланга кавказской линии князя А. И. Барятинского, с отрядом из трёх пехотных батальонов, четырёх орудий и своего казачьего полка, окончил просеку от Куринского укрепления к реке Мичик. В это же время князь Барятинский выступил из крепости Грозной к селению Автуры, для дальнейшего следования через Большую Чечню и Майртуп в Куринское. 17 февраля, Бакланов, с двумя сотнями своего полка выехал на Качкалыковский хребет. Лазутчики принесли известие, что Шамиль с 25-тысячным отрядом стоит за рекой Мичик, против просеки, чтобы отрезать Бакланову обратный путь. Сосредоточив к ночи 5 рот пехоты, 6 сотен казаков и 2 орудия, Бакланов сумел обмануть бдительность Шамиля, пробрался с отрядом сквозь его линию, без дорог и по самой дикой местности присоединился к князю А. И. Барятинскому в тот самый момент, когда последний более всего имел необходимость в поддержке при проходе через леса. Командуя вслед за тем арьергардом князя, Бакланов совершил ряд новых подвигов, за что был пожалован орденом Святого Георгия 4-й степени
В воздаяние отличных подвигов мужества и храбрости, оказанных 18-го Февраля 1852 года в делах против Горцев при занятии с боя места назначенного для переправы войск Чеченского Отряда чрез реку Мичик, причём не только удержана позиция до окончания переправы, но и нанесено совершенное поражение скопищам Шамиля
11 августа 1852 года участвовал в штурме аула Гурдали.
1 октября 1852 года произведён в генерал-майоры.
10 апреля 1853 года за отличие, оказанное при атаке неприятельской позиции у аула Гурдали и совершенном рассеянии войск Шамиля, награждён орденом Святого Станислава 1-й степени. 11 мая того же года назначен состоять при штабе Кавказского корпуса в должности начальника кавалерии левого фланга с постоянным пребыванием в крепости Грозной.
14 июня 1854 года за отличие и храбрость, оказанные при поражении горских партий между Урус-Мартаном и крепостью Грозной, ему объявлено Высочайшее благоволение; 22 августа того же года он был награждён знаком отличия беспорочной службы за 20 лет.

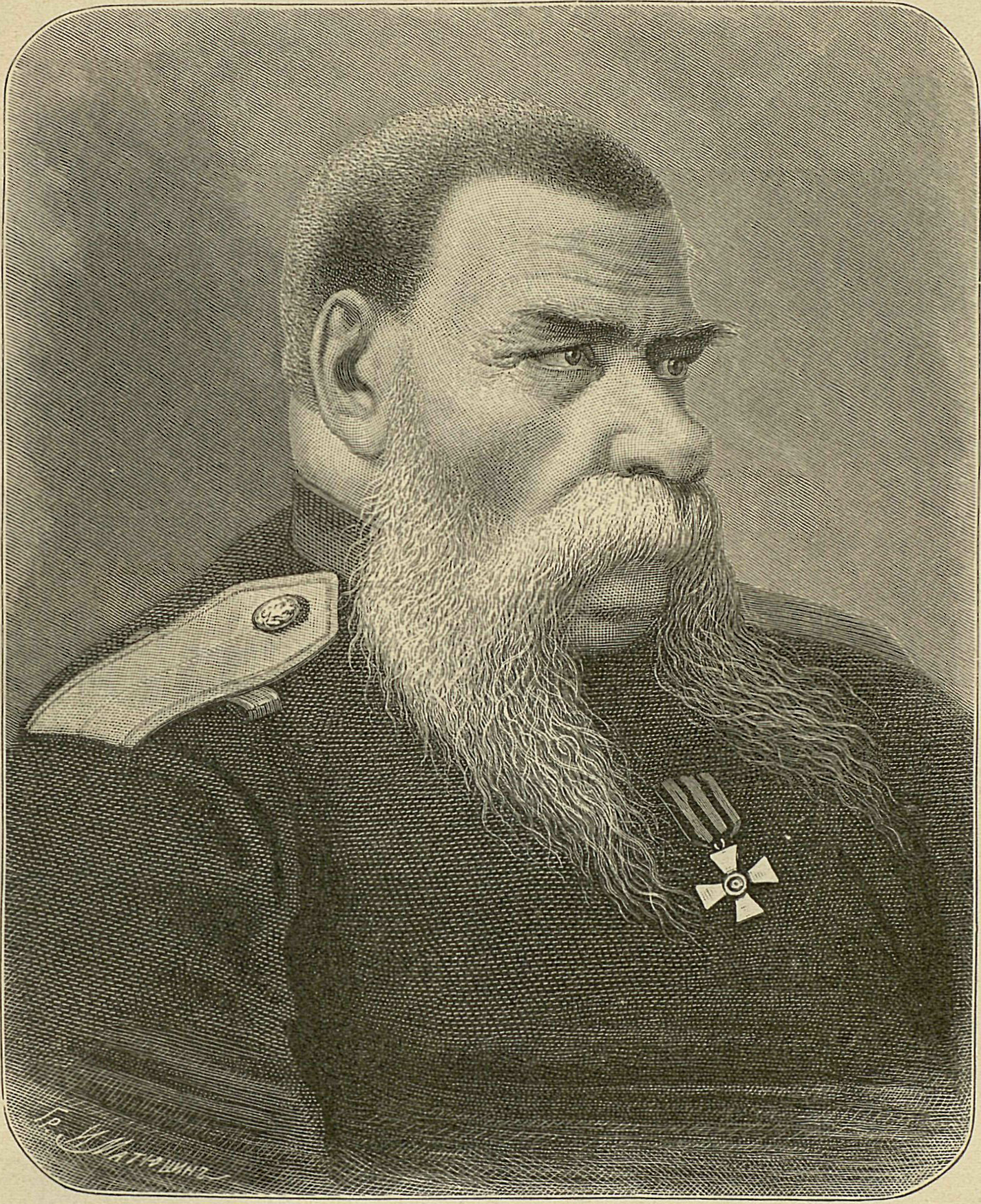
Я. П. Бакланов в 1873 году

В 1855 году по распоряжению главнокомандующего Отдельным Кавказским корпусом Н. Н. Муравьёва, откомандирован в действующую армию на кавказский театр Крымской войны, где был назначен начальником иррегулярной кавалерии в отряде генерал-лейтенанта Э. В. Бриммера. 17 сентября того же года принял участие в составе колонны генерал-майора И. А. Базина в штурме Карса и был контужен ядром в голову, но остался в строю. За отличие и мужество, оказанные при штурме передовых укреплений, 21 февраля 1856 года пожалован орденом Святой Анны 1-й степени. В конце декабря 1855 года выехал из армии в отпуск на Дон и в Санкт-Петербург.
2 февраля 1857 года был назначен походным атаманом Донских казачьих полков, находящихся на Кавказе.
16 февраля 1859 года награждён императорской короной к ордену Святой Анны 1-й степени.
3 апреля 1860 года произведён в генерал-лейтенанты.
С 1 мая 1861 по 1863 год состоял окружным генералом 2-го округа области войска Донского.
С 7 июня 1863 по 7 января 1867 года находился в командировке в Вильне и во время Польского восстания состоял заведующим Донскими полками в Виленском округе. 6 февраля 1864 года за усердно-ревностную службу и труды награждён орденом Святого Владимира 2-й степени с мечами над орденом.
В 1867 году вышел в отставку и поселился в Санкт-Петербурге. После тяжёлой и продолжительной болезни умер в бедности (в 1864 году пожар в Новочеркасске лишил его большей части имущества) 18 октября 1873 года, похороны состоялись на Воскресенском кладбище петербургского девичьего монастыря за счёт Донского казачьего войска. Пять лет спустя его могилу украсил памятник работы Н. В. Набокова, созданный на добровольные пожертвования и изображавший скалу, на которую брошены бурка, шашка и папаха, из-под папахи выдвинут бронзовый «Баклановский значок».
В 1911 году его прах был торжественно перезахоронен в усыпальнице Вознесенского собора Новочеркасска, рядом с могилами других героев Дона — Матвея Платова, Василия Орлова-Денисова, Ивана Ефремова.

## Оценка деятельности

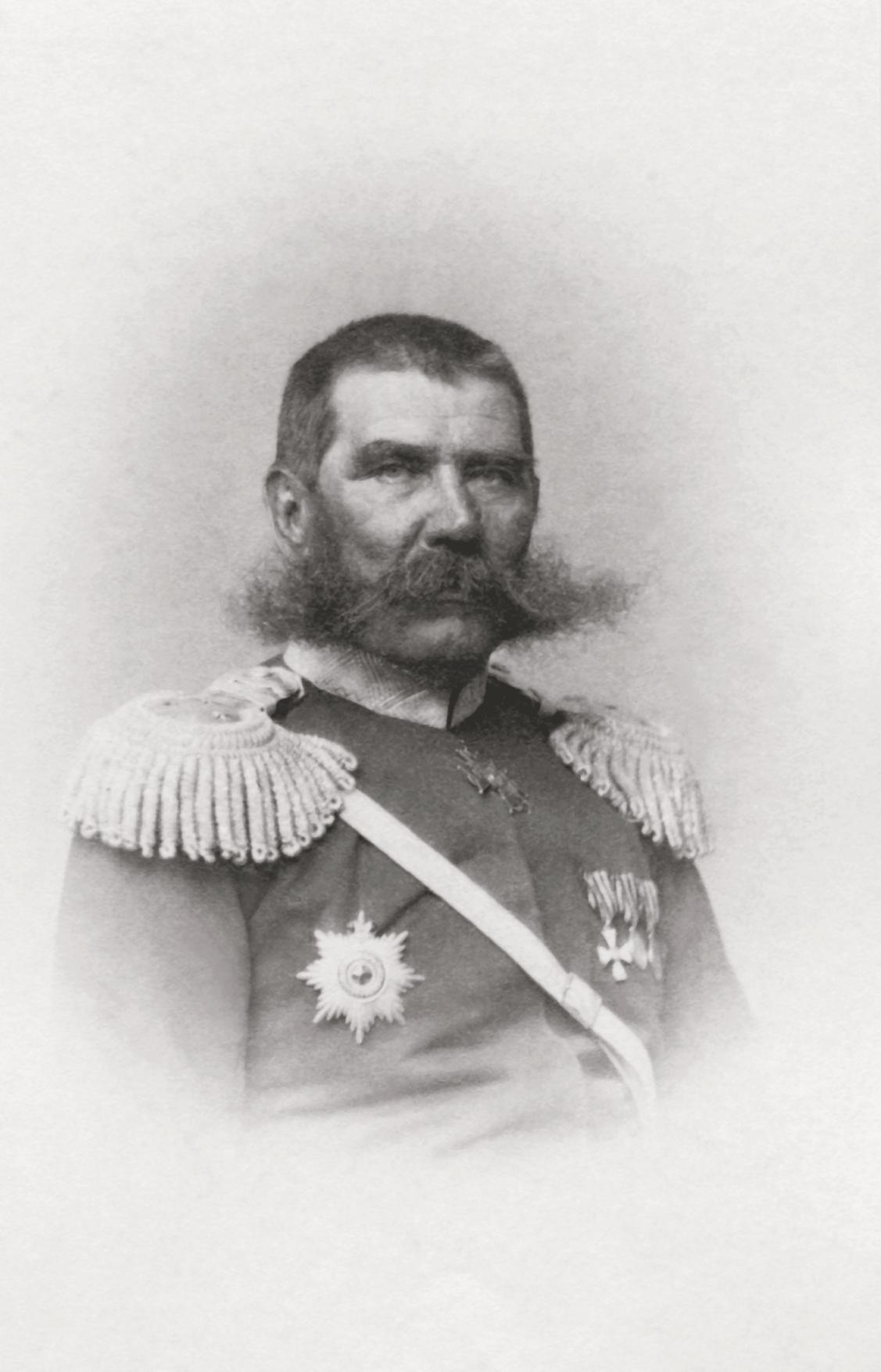
Генерал Я. П. Бакланов

В казачьих песнях, посвящённых Бакланову, упоминается «страшный баклановский удар» — он был известен тем, что разрубал шашкой всадника пополам от плеча до луки седла.
Сделав грозным своё имя на Кавказе, Бакланов во время своей деятельности в Литве, в противоположность страшной молве о себе, выказал себя суровым, но справедливым начальником. Вопреки предписаниям, он не конфисковал без разбора имения повстанцев, но по возможности учреждал опеки над малолетними детьми сосланных и сохранял за ними имущество. Вызванный по этому поводу к генерал-губернатору М. Н. Муравьёву, Бакланов сказал: «Вы можете меня и под суд отдать, и без прошения уволить, но я скажу одно: отделом я управлял от вашего имени, которое всегда чтил и уважал; целью моей было так поступать, чтобы на имя это не легло никакого пятна, и совесть мне говорит, что я добился успеха… Я моему Государю, России и вам, моему прямому начальнику, был и буду верен, но в помыслах моих было ослабить слухи о русской свирепости».
В 1870—1871 годах в журнале «Русская старина» были опубликованы записки Я. П. Бакланова, посвящённые осаде и штурму Карса в 1855 году.

## Память
- В честь Бакланова его родная станица Гугнинская была переименована в Баклановскую. В 1914—1915 годах в станице был установлен памятник-бюст Бакланову. В годы Октябрьской революции и Гражданской войны памятник был снят. До сентября 1930 года бюст находился в Новочеркасском музее Донского казачества; в сентябре 1930 года был сдан в рудметаллторг для переплавки[2].
- Памятник Бакланову также установлен в Новочеркасске, с южной стороны Вознесенского войскового кафедрального собора. А также в честь него назван Баклановский проспект в Новочеркасске.
- Памятник Бакланову установлен в Волгодонске в мемориальном комплексе Курган казачьей славы.
- В городе Ростове-на-Дону есть Школа №88 имени Якова Петровича Бакланова.
- В городе Шахты Ростовской области его имя носит Шахтинский Казачий кадетский корпус.

## Галерея

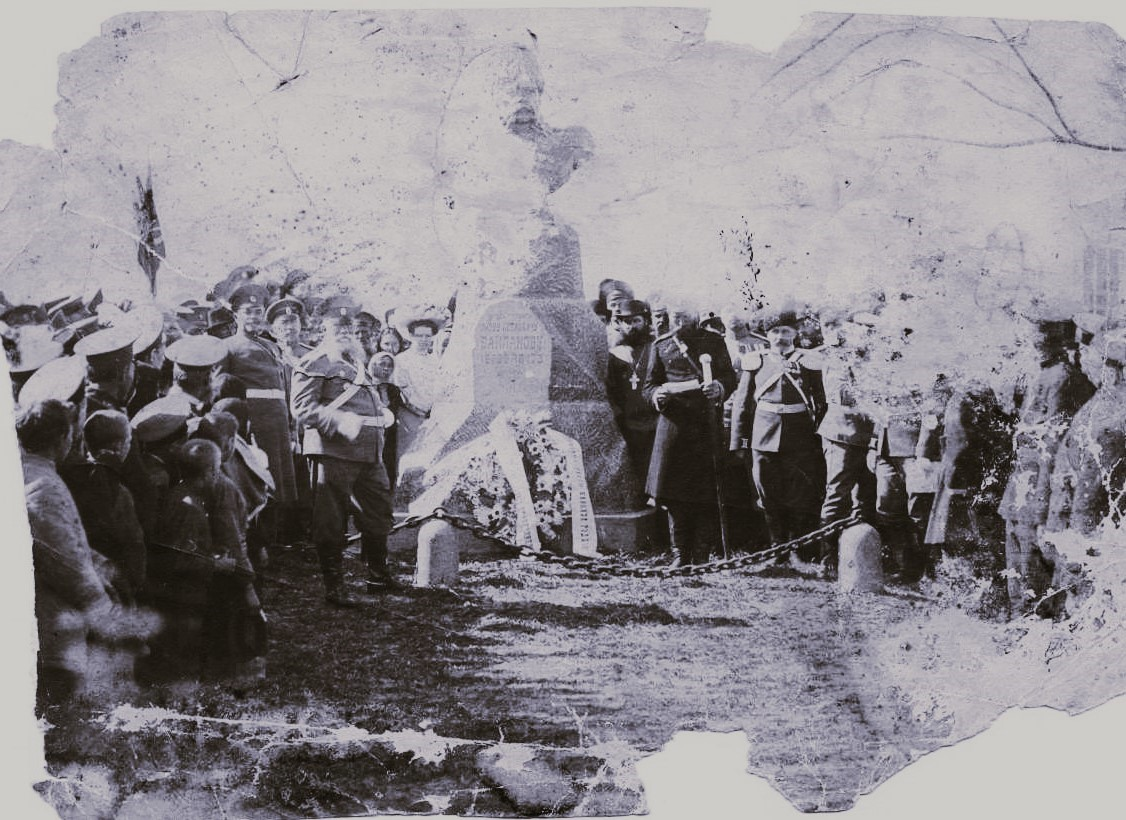
Памятник в станице Гугнинская (не сохранился)
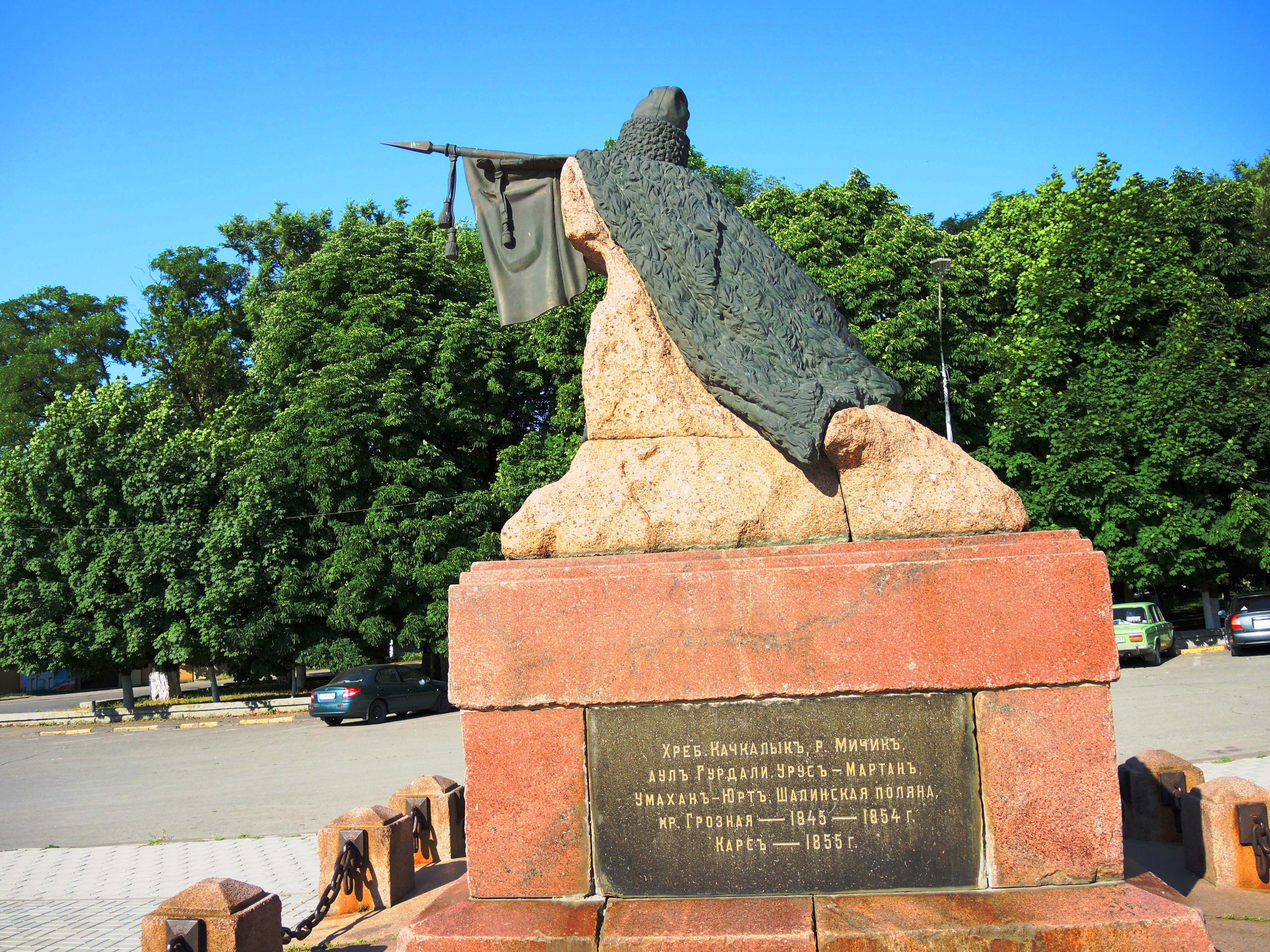
Памятник в Новочеркасске (восстановлен)
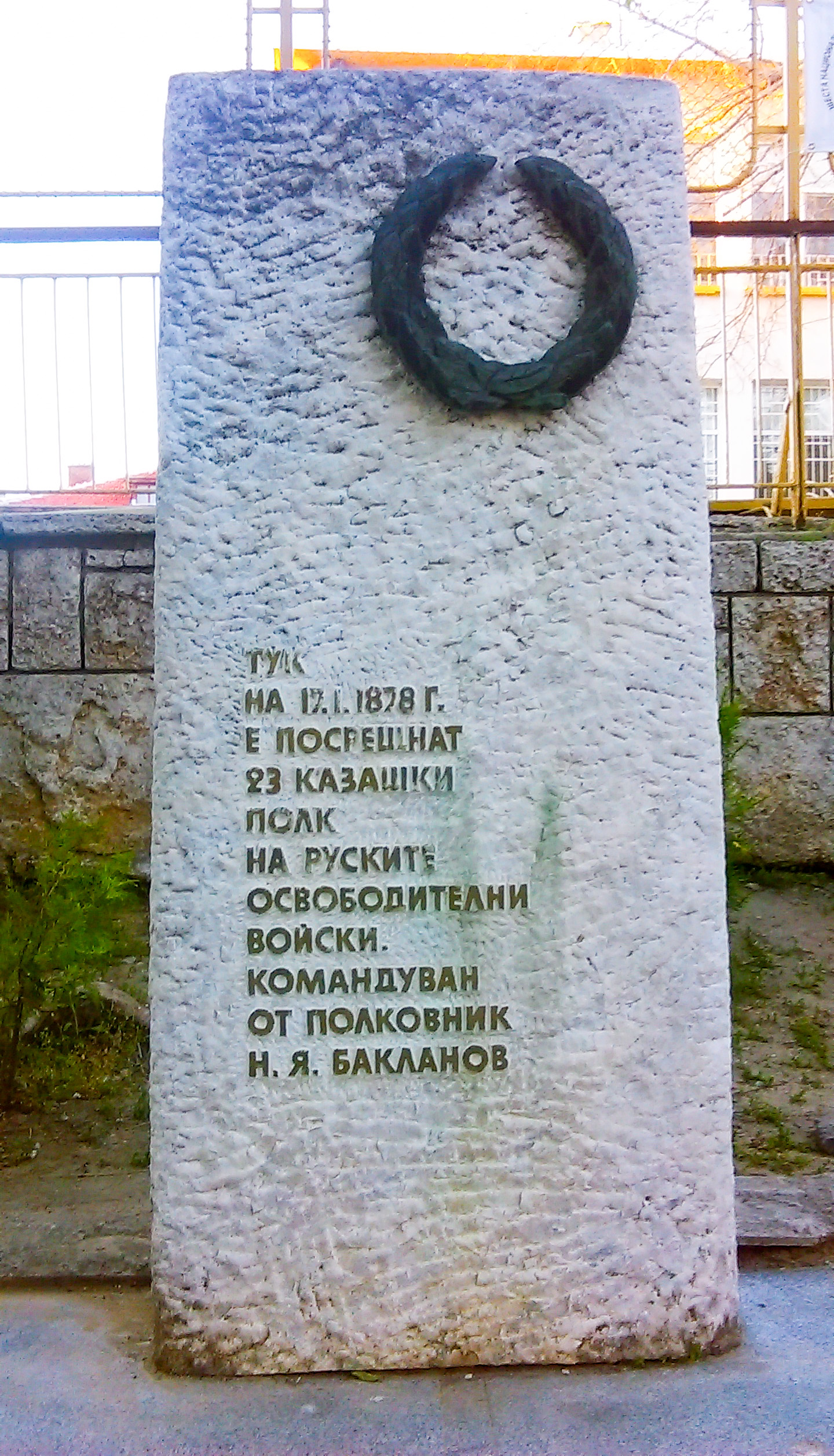
Памятник в Волгодонске (новый)
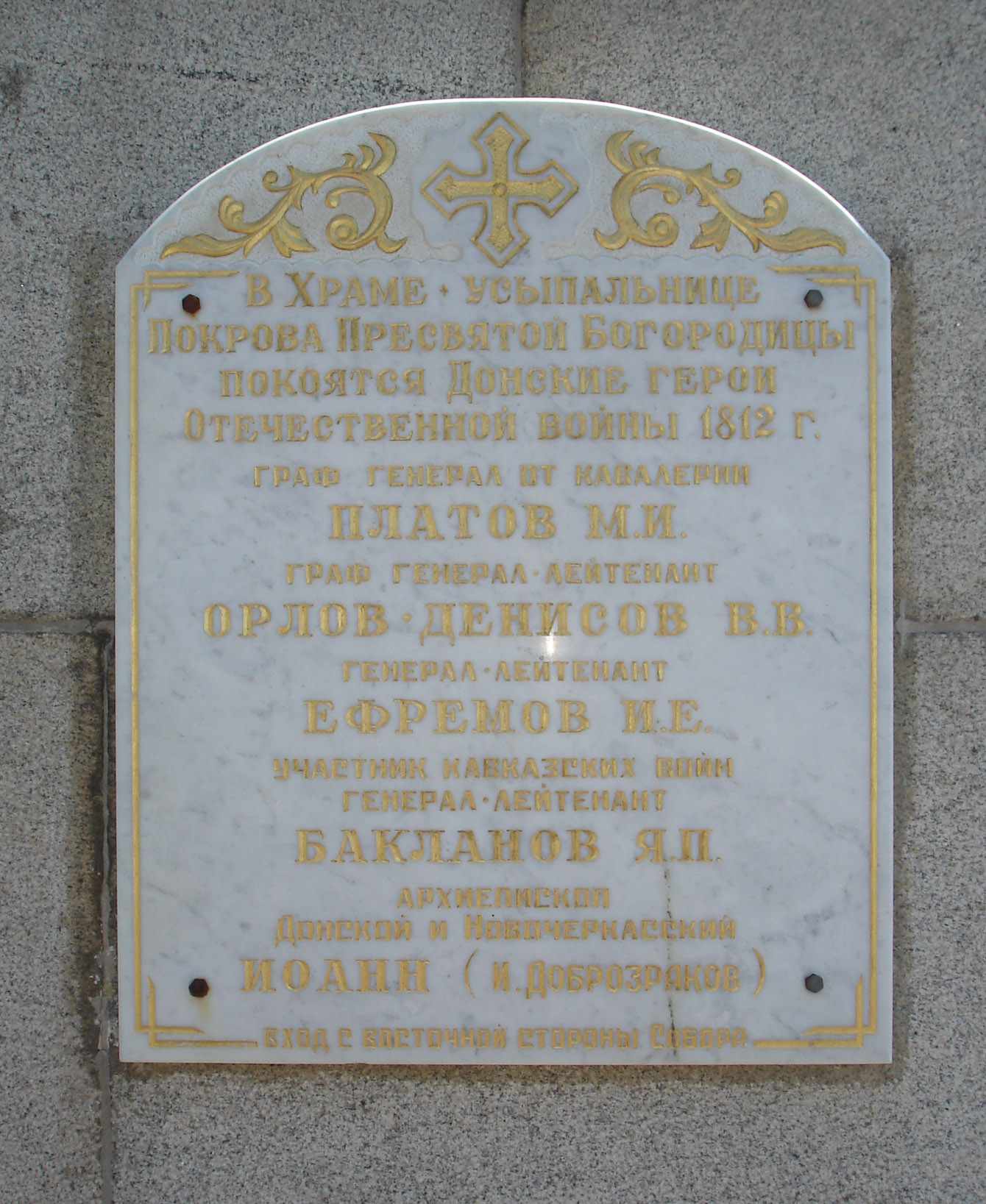
Памятная доска на Вознесенском соборе в Новочеркасске
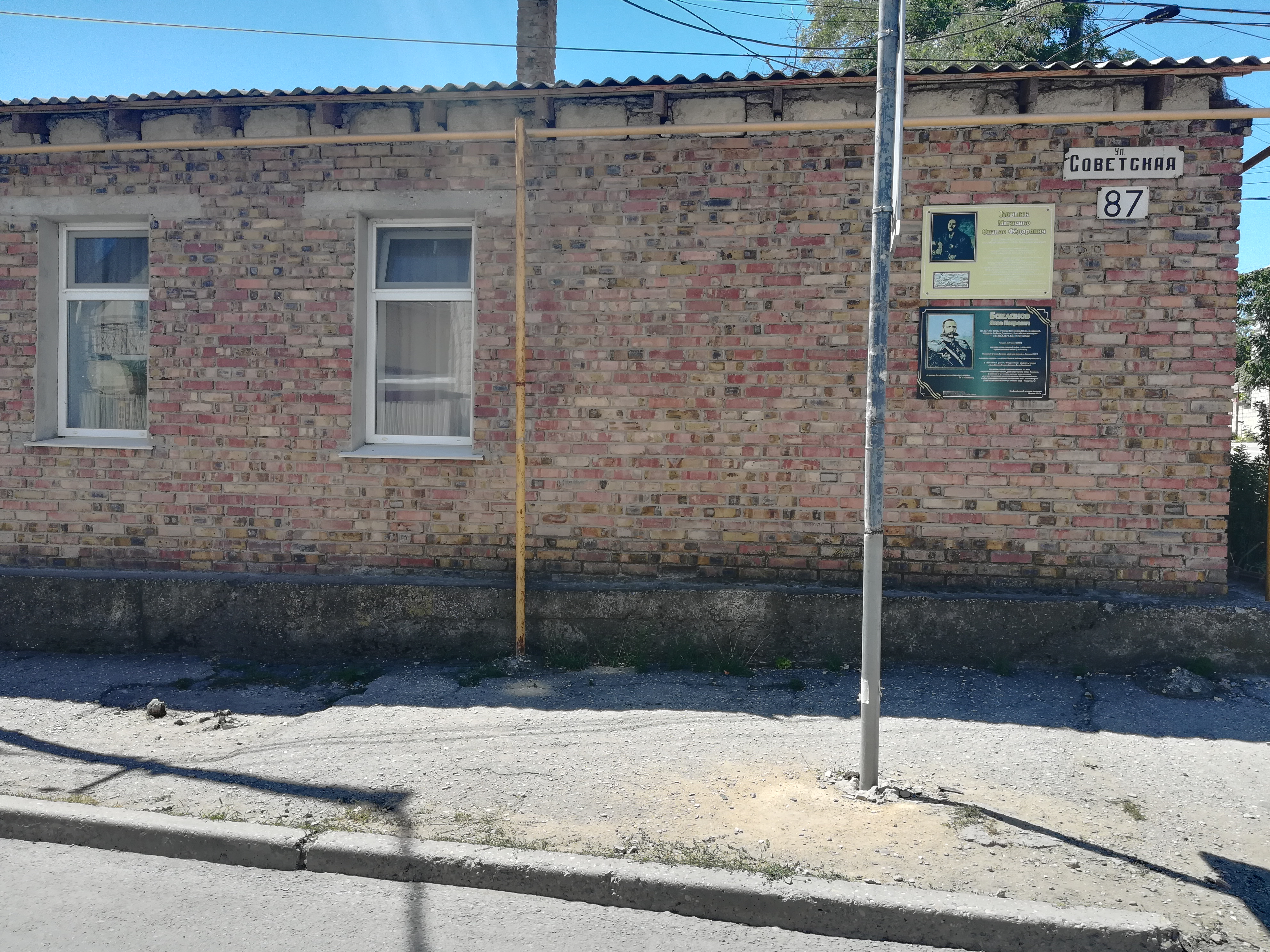
Мемориальный стенд в Феодосии Советская улица, 87
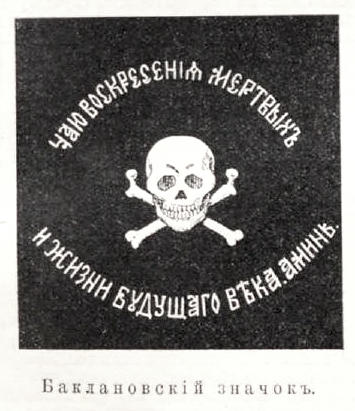
Баклановский значок